# Palacio de los Deportes Paco Paz
El Palacio de los Deportes Paco Paz (en gallego, Pazo dos Deportes Paco Paz) es un complejo deportivo situada en la localidad gallega de Orense, España. Su funcionamiento depende de la Diputación Provincial de Orense y fue inaugurado en 1988.
Se compone por un lado del Parque Tecnológico cuyas instalaciones incluyen dos campos de fútbol de césped, pistas de tenis, pista multiuso y piscinas además de un circuito adaptado para la práctica del automodelismo. Y por otro lado está el Pazo dos Deportes con capacidad para 5500 espectadores, que es el escenario en el que el club de baloncesto CB Ourense y el Ourense F.S. disputan sus encuentros en casa. En el Palacio de los Deportes además se realizan todo tipo de eventos tales como conciertos, exposiciones, mítines políticos etc.